# Obra arquitectònica de Le Corbusier
L'obra arquitectònica de Le Corbusier és un conjunt de disset llocs dissenyats al segle xx per l'arquitecte franco-suís Le Corbusier en tres continents (Amèrica, Àsia i Europa), però sobretot a França, que l'any 2016 van ser inclosos a la llista de Patrimoni Mundial de la Unesco.

## Llista
Els 17 llocs inclosos en la declaració sónː
| Nom                                      | Data      | Localització            | Imatge |
| ---------------------------------------- | --------- | ----------------------- | ------ |
| Cases La Roche-Jeanneret                 |           | París, França           |        |
| Villa del Llac Léman                     | 1923      | Corseaux, Suïssa        |        |
| Ciutat Frugès                            | 1924-1926 | Peçac en Bordèu, França |        |
| Casa Guiette                             |           |                         |        |
| Casa de la Weissenhof-Siedlung           |           |                         |        |
| Villa Savoie                             |           | Poissy, França          |        |
| Edifici Clarté                           |           |                         |        |
| Edifici Molitor                          |           |                         |        |
| Unitat d'habitació                       |           | Marsella, França        |        |
| Fàbrica a Saint-Dié                      |           |                         |        |
| Casa Curutchet                           |           |                         |        |
| Capella de Nôtre Dame du Haut            |           | Ronchamp, França        |        |
| Cabana de Vacances                       |           |                         |        |
| Capitoli de Chandigarh                   |           | Chandigarh, Índia       |        |
| Convent de Santa Maria de la Tourette    | 1956-1960 | Eveux, França           |        |
| Museu Nacional de Belles Arts d'Occident |           | Tòquio, Japó            |        |
| Casa de Cultura                          |           | Firminy, França         |        |